# XidML
XidML (eXtensible Instrumentation Data exchange Mark-up Language) è uno standard open source proposto nel 2004, basato su XML e utilizzato in ambiente aeronautico, in particolare per la gestione della strumentazione FTI.
I sistemi di flight-testing sono spesso progettati appositamente da ogni vendor, rendendo complessa l'interazione o l'integrazione tra di loro. L'idea alla base di XidML è creare uno standard non specifico di un particolare vendor, ma che possa unificare la gestione dei metadati della strumentazione e facilitare l'interoperabilità tra i diversi sistemi. Utilizzando XidML è possibile definire un intero sistema FTI, le sue componenti e come esse comunicano tra di loro. Esempi di componenti che possono essere modellate sono: sensori, unità di acquisizione dati, bus avionici, condizionatori di segnali e reti di acquisizione.

## Descrizione
Lo standard fornisce uno schema XML da utilizzare come struttura del documento XML. XidML definisce tramite un opportuno schema XML sette elementi per descrivere il sistema:
- elementi primari
  - parametri: insieme di tutti i parametri registrati dall'applicazione
  - pacchetti: insieme delle descrizioni dei messaggi e protocolli usati nel sistema per comunicare
  - strumentazione: descrizione dell'hardware presente nel sistema
- elementi secondari
  - algoritmi: regole per la trasformazione dei dati
  - documentazione: informazioni di supporto
  - datalinks: informazione sulle connessioni fisiche degli apparati
  - addendums: integrazione con altri documenti o informazioni vendor-specific

## Esempio
Esempio banale che modellizza uno strumento e il suo numero di input e output:
```
<?xml version="1.0" encoding="UTF-8"?>

<xidml
 
Version=
"3.0.0"
>

  
<Documentation>

    
<CreatedBy>
Wikipedia
</CreatedBy>

    
<ShortDescription>
XidML
 
di
 
esempio
</ShortDescription>

  
</Documentation>

  
<Instrumentation>

    
<InstrumentSet>

      
<Instrument
 
Name=
"Strumento1"
>

        
<Manufacturer>
Wikipedia
 
Avionics
</Manufacturer>

        
<PartReference>
Wiki/001
</PartReference>

        
<SerialNumber>
294726495
</SerialNumber>

      
</Instrument>

      
<Specifications>

        
<Specification>

          
<Name>
NumeroDiInput
</Name>

          
<Value>
5
</Value>

        
</Specification>

        
<Specification>

          
<Name>
NumeroDiOutput
</Name>

          
<Value>
2
</Value>

        
</Specification>

      
</Specifications>

    
</InstrumentSet>

  
</Instrumentation>

</xidml>

```